# Javier Valcárcel
Javier Valcárcel (La Habana, Cuba), es un actor cubano-venezolano que hizo su debut en 1990, en la obra Las criadas de Jean Genet. En 1992 participó en la telenovela Divina obsesión, original de Perla Farías, la cual le abrió el camino para ese medio.
Después de su debut en la TV participa en las telenovelas Pedacito de cielo y Cruz de nadie. En 1995 participa en Pecado de amor, seguido de El perdón de los pecados, Destino de mujer, Toda mujer y Mujercitas.
Ha intervenido en obras de teatro como Taquilla para palabras no dichas, La muchacha del blue jeans, El pelíkano, "Jav & Jos", "Hollywood Style", "A 2,50 la Cuba Libre", entre otras.

## Filmografía

### Televisión
- Betty en NY (2019) - Guest Star
- Milagros de Navidad (2017) - Christopher Smith
- Silvana sin lana (2016) - Domingo "Dominique" Gómez
- Demente criminal (2014) - Braulio Clemente
- Santa diabla (2013) - Francisco "Pancho" Robledo
- Un esposo para Estela (2009) - Germán Urquiza
- Isa TKM (2008) - Julio Silva
- El gato tuerto (2007) - Ignacio
- Amor a palos (2005) - Bonifacio "Chorlito" Cañas
- Mujer con pantalones (2004) - José Gregorio "Goyo" Lisboa
- La Cuaima (2003) - Cruz Esteban Guédez
- Lejana como el viento (2002) - Efraín
- Juana, la virgen (2002) - Alejandro
- Felina (2001) - Segundo Contreras
- Amantes de luna llena (2000) - Kiko
- Mujercitas (1999) - Felipe Zubillán
- Toda mujer (1999) - Gustavo Mendoza García
- Destino de mujer (1997)
- El perdón de los pecados (1996) - Efraín
- Pecado de amor (1995) Junior Álamo
- Cruz de nadie (1995) Augusto Antúnez y Luciano Antúnez
- Pedacito de cielo (1994) - Homero
- Divina obsesión (1992) - Guaguancó

### Teatro
- Taquilla para palabras no dichas
- La muchacha del blue jeans
- El pelíkano
- Ángel negro
- Los ladrones somos gente honrada
- Jav & Jos
- Los chicos del 69
- Hollywood Style
- La capa - Microteatro - Miami

### Otros
- Tosca, la verdadera historia (2001)

## Premios
- 2014: Miami Life Awards como "Mejor actor de reparto" de Santa Diabla - Ganador.